# سمیر باقروف
سمیر باقروف (ترکی آذربایجانی: Samir Bağırov؛ زادهٔ ) خواننده-ترانه‌پرداز است. وی از سال ۱۹۸۸ میلادی تاکنون مشغول فعالیت بوده است.